# Lac de Place-Moulin
Le lac de Place-Moulin est un lac de retenue qui se trouve dans le Valpelline dans le bas val de Bionaz, sur la commune valdôtaine de Bionaz à 1 968 mètres d'altitude.

## Présentation

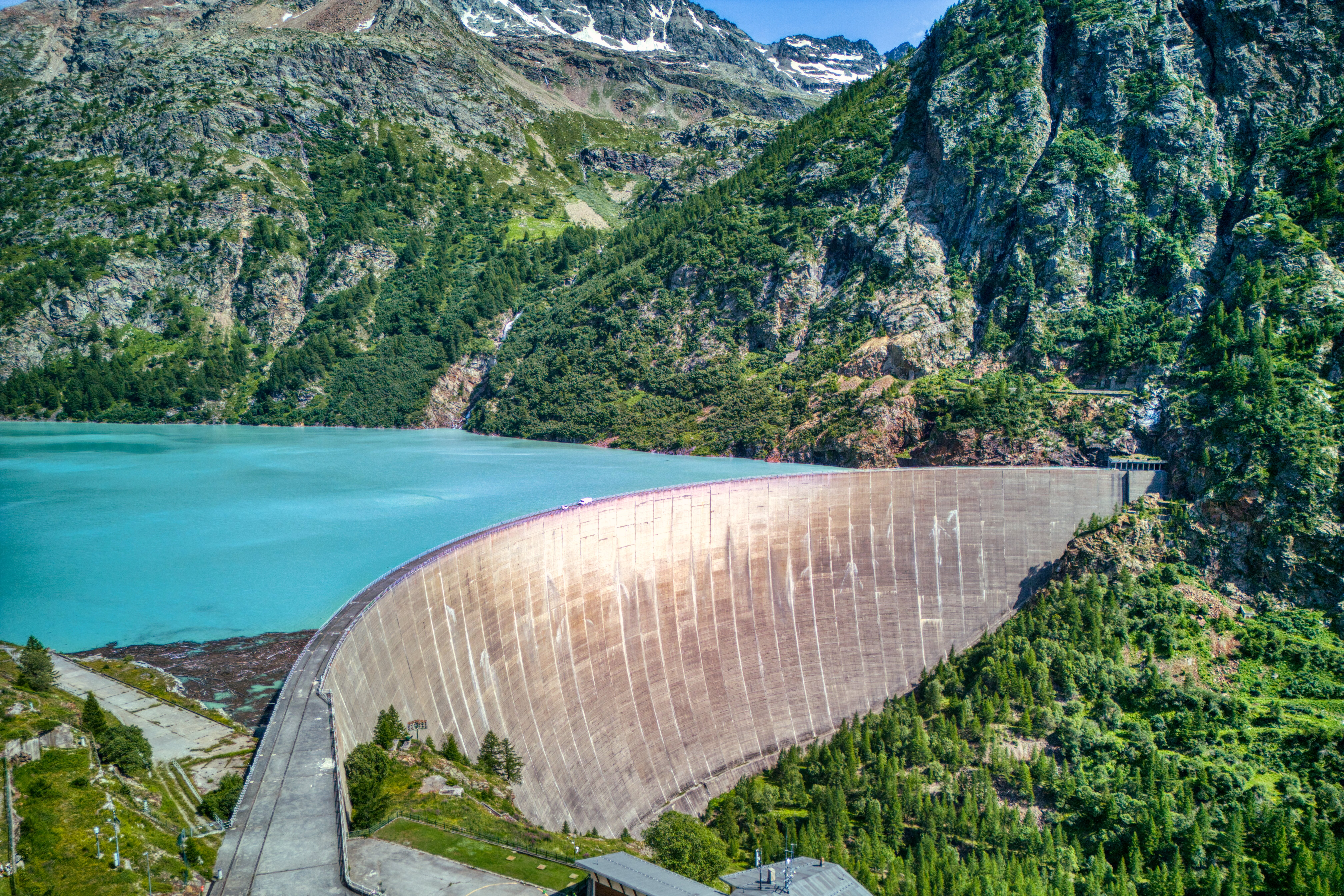
Vue du barrage.

Avec le Lac de Beauregard est l'un des plus beaux lacs valdôtains, d'environ quatre kilomètres de longueur.
Le barrage de Place-Moulin, bâti sur le Buthier entre 1955 et 1965, est le barrage voûte le plus haut d'Europe. Il a une largeur de 678 mètres et une hauteur de 155 mètres.
En amont du barrage se trouve le Refuge Prarayer, point de départ pour plusieurs excursions.